# Aracima privata
Aracima privata là một loài bướm đêm trong họ Geometridae.